# Burg Cornštejn
Die Ruine der Burg Cornštejn (deutsch Burg Zornstein) im Okres Znojmo in Mähren liegt auf einem hohen Felsen über dem Tal der Thaya und ist etwa einen Kilometer von der Burg Bítov entfernt.

## Geschichte
Die Burg Zornstein wurde in der ersten Hälfte des 14. Jahrhunderts mit Zustimmung des böhmischen Königs Johann von Luxemburg auf einem strategisch wichtigen Platz von dem mährischen Landeshauptmann Raimund von Lichtenburg erbaut, dem bereits die unweit gelegene Burg Bítov gehörte. Die Burg sollte die wichtige Straßenverbindung von Bítov nach Vranov nad Dyjí sichern. Ihre erste schriftliche Erwähnung erfolgte am 31. Mai 1343, als der Markgraf von Mähren und spätere Kaiser Karl IV. Raimunds Söhnen Smil und Čeňek sowie deren Neffen Jan die Genehmigung erteilte, die in ihrem Besitz befindlichen Erblehen Zornstein und Bítov in drei Teile aufzuteilen. 1348 war Zornstein, zu dem Štítary und Přiblovice gehörten, im Besitz des Heinrich (Jindřich) von Lichtenburg. Kurze Zeit später kam es zu einem Streit um die Besitzrechte zwischen den Herren von Neuhaus und den Lichtenburgern, die jedoch bereits 1363 wiederum als Besitzer der Burg Zornstein erwähnt wurden. Sie erweiterten die Burg um einen Palas und um eine Vorburg. 1422 eroberten die Hussiten die Burg. Nach Ende der Hussitenkriege errichten die Lichtenburger an der Burgnordseite einen neuen Palas. Anfang der 1440er Jahre kam es um Zornstein zu einem Streit zwischen Kaiser Friedrich III. und Jan von Lichtenburk, der 1445 beigelegt werden konnte.
Seit 1460 gehörte Zornstein dem Hynek Bitovský von Lichtenburg. Dieser unterstützte in den Auseinandersetzungen zwischen dem böhmischen König Georg von Podiebrad und dem Papst die katholische Seite. Deshalb belagerte Georg 1464 die Burg Zornstein, die er erst nach einem Jahr erobern konnte. Sie wurde zusammen mit den dazugehörigen Besitzungen vom König konfisziert und als Lehen dem Heinrich Kraiger von Kraigk übertragen. Dessen Sohn Wolfgang ließ die entstandenen Schäden reparieren und baute weitere Befestigungen. Nach 1526 kam Zornstein erneut an die Lichtenburger und wurde wiederum der Herrschaft Bítov angeschlossen. Sie verstärkten 1542 wegen der drohenden Türkengefahr die Befestigungsanlagen und errichteten auf einer Anhöhe südwestlich der Burg einen Turm. 
Nach einem neuerlichen Besitzerwechsel blieb Zornstein ab dem Ende des 16. Jahrhunderts unbewohnt. Zusammen mit Bítov kam es 1617 an die Herren von Wlašim und 1788 an die Grafen von Daun. Anfang des 20. Jahrhunderts gehörte die Herrschaft Bítov den Herren von Haugwitz, die sie schon bald an Jan Ladislav Zamoyský verkauften. Von diesem ging sie an Fürst Franz Radziwill über, der sie 1912 dem Industriellen Georg Haas von Hasenfels verkaufte, dessen gleichnamiger Sohn 1945 enteignet wurde.
In den 1970er Jahren erfolgten verschiedene Sicherungsmaßnahmen an der Burgruine. Weitere Sanierungs- und Restaurierungsmaßnahmen sind im Gange. Zu sehen sind einige Tore, Kellerräume und zwei Brunnen.